# Вистингаузен, Александрина фон
Амалия Генриетта Александрина фон Вистингаузен (нем. Amalie Henriette Alexandrine von Wistinghausen; 20 января [1 февраля] 1850, Ревель — не ранее 1914 и не позднее 1918) — русско-немецкая художница. 

## Биография

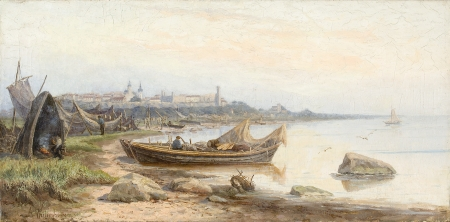
Вид Ревеля

Александрина фон Вистингаузен родилась в 1850 году в Ревеле (Эстляндская губерния, Российская империя; ныне — Таллинн, Эстония) в семье остзейского немца, землевладельца Александра фон Вистингаузена и его супруги Каролины, урождённой фон Коцебу, дочери русского путешественника Отто Евстафьевича (Отто фон) Коцебу (1787—1846) и внучке драматурга Августа фон Коцебу (1761—1819), который за литературные заслуги был пожалован в потомственное дворянство и стал основателем русско-немецкого рода Коцебу. По отцу происходила из дворянской семьи Вистингаузенов.
Александрина училась живописи сперва у Юлия Юльевича (Юлиуса фон) Клевера в Санкт-Петербурге, а затем — у Октава де Шампо де ла Буле в Париже. На её творчество большое влияние оказала Барбизонская школа пейзажной живописи, второстепенным представителем которой являлся Шампо. 
После возвращения на родину, поселилась в Ревеле, где писала пейзажи, а также изредка создавала копии произведений старых мастеров (например, Рембрандта).
Не была замужем и не имела детей. 
Скончалась Александрина фон Вистингаузен не ранее 1914 года в Ревеле.